# Марија Комнин Врана Ласкарис Дука Торникин Палеолог
Марија Палеологина Торникина је била византијска племкиња из 13. века.
Била је ћерка цезара и севастократора Константина Палеолога, брата цара Михаила VIII, и Ирине Врана. Марија се удала за Исака (Комнинодуку) Торника из познате аристократске породице. Брак је познат по штанду манастира Истините Наде у Цариграду којем је пар даровао икону Пресвете Богородице украшену са три црвена бисера.
Типик манастира Истините Наде: [...] јер су обоје донели у манастир (Марија Торникина Палеологина и Исак Торник) ради својих спомена икону са украшеним вратом, Пресвета Богородице моја, камење са три црвена и тратинчице,
извор: Типик манастира Истинске Наде
Марија се замонашила под совим крштеним именом, са Исаком је имала сина Андроника.